# Candombe

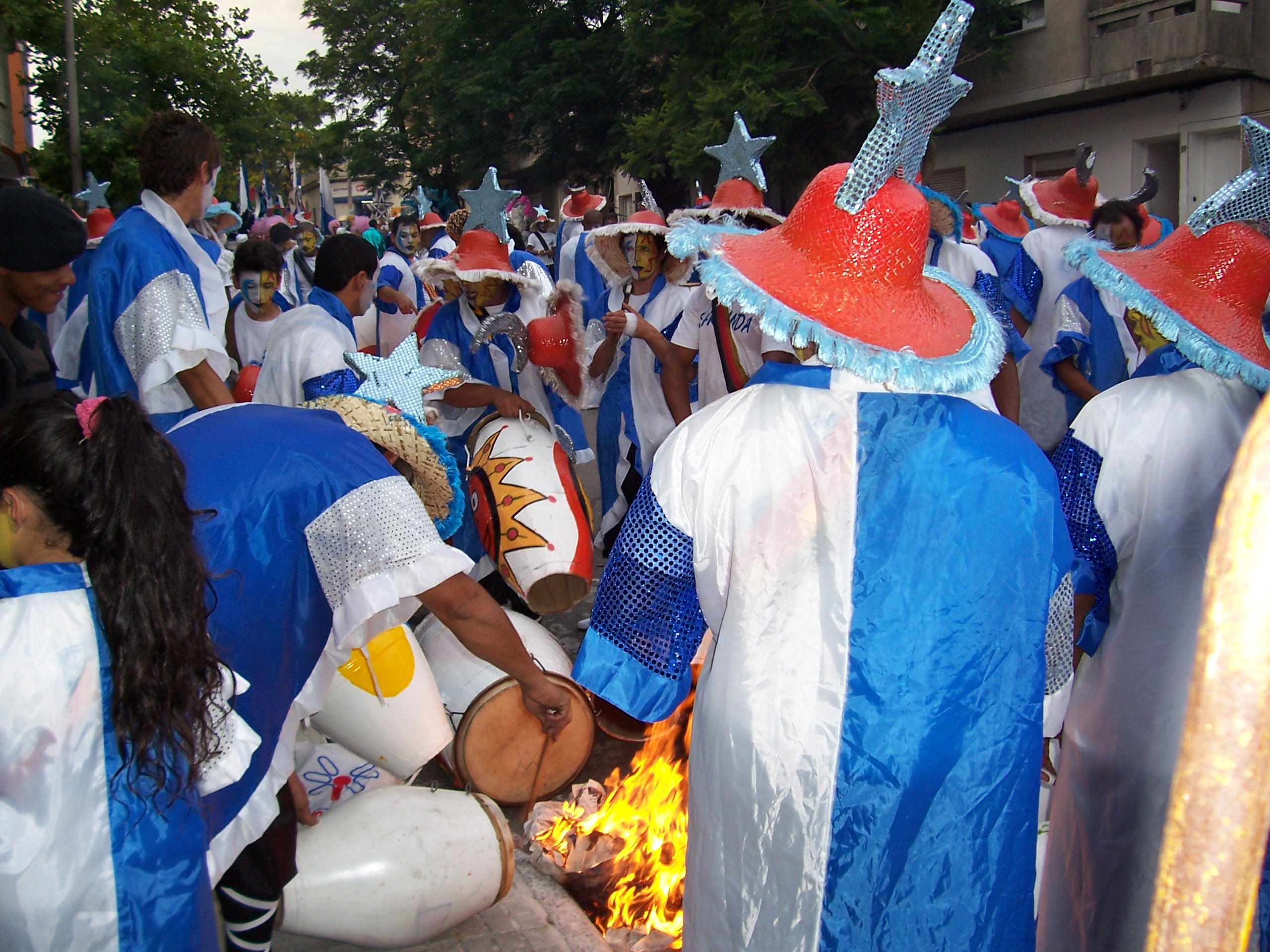
Het opwarmen van de trommels tijdens 'Las llamadas' (onderdeel van de Uruguayaanse carnaval) in 2006

Candombe is een op percussie gebaseerde muziekstijl, die zich heeft ontwikkeld onder de voornamelijk Afro-Uruguayaanse bevolking van Montevideo. Voor veel uitvoerenden is het niet alleen een muziekstijl, maar ook een levensvorm, een gemoedstoestand, een cultuur.

## Geschiedenis
Candombe komt oorspronkelijk uit het huidige Afrikaanse Angola, van waaruit het is meegebracht in de 17e en 18e eeuw, door Afrikanen die als slaven verkocht waren in Afrikaanse koninkrijken als de Kongo, Nyongo, Luango en anderen, en door aanvankelijk Portugese slavenhandelaren werden verscheept. Het verkreeg haar huidige karakter en vorm in de Río de la Plata en omringende gebieden gedurende de 19e en 20e eeuw. Dezelfde slaven, cultuurdragers van de candombe, kwamen ook terecht in Brazilië (met name in het gebied van Salvador de Bahía) en in Cuba, waar het echter door de verschillende loop van de geschiedenis in deze gebieden, eerder haar oorspronkelijke vorm los liet en zich tot diverse andere vergelijkbare ritmes heeft ontwikkeld.
Het zijn uiteindelijk de zwarte wijken in Buenos Aires en Montevideo geweest, waar de candombe zich heeft gevormd tot wat het nu is.
In Buenos Aires, aan het einde van de 18e eeuw, was het aantal Afrikanen opgelopen tot 20.000, met daarentegen slechts 10.000 Spanjaarden, halfbloeden en Guaraní. Het geluid van de tambores was permanent te horen en volgens jezuïtische kronieken zo sterk, dat de toenmalige onderkoning het gebruik van de tambores verbood (Het vormde namelijk een soort cultureel front tegen de heersende klasse).
Het merendeel van de Argentijnse en Uruguayaanse Afro-Amerikanen vermengde zich, terwijl hun Afrikaanse ritmes (tango, milonga, malambo) en hun culturele kenmerken (heimwee, gesticulatie, het leven van dag tot dag, de gedachte dat morgen alles beter zal worden, etc.) zich vermengde met de algemene Argentijnse en Uruguayaanse cultuur. Het is echter met name in Montevideo, waar grote families, wonende in convetillos, standhielden, gesterkt door de candombe, waar de candombe zich verder heeft ontwikkeld tot haar huidige vorm die de zwarte cultuur representeert.
De afgelopen jaren is er sprake van een wederopleving, waarbij fusies ontstaan met andere ritmes uit o.a. de jazz, rock, salsa, beat, reggae en rap. Ook ziet men een terugkeer naar Buenos Aires, waar groepen als El Negro Katunga, La Hermandad Bonga en Los Hermanos Olivera del Abasto de candombe weer doen opleven onder de zwarte Argentijnse bevolking. Zelfs in plaatsen als New York, Parijs, Cuba, Ibiza, etc. kan men de candombe bewonderen, meegebracht door Uruguayaanse emigranten.

## Uitvoering
Een volledige candombegroep wordt La Comparsa of Candomblera genoemd en bestaat uit drie typische sleutelfiguren, een groep dansers en een groep trommelaars, la cuerda de tambores.
De drie sleutelfiguren hebben ieder een eigen betekenis en dans:
- La Mama Vieja ("Oude Moeder")
- El Gramillero ("Medicijnman"), De man van La Mama Vieja, verantwoordelijk voor gezondheid en welzijn.
- El Escobero of Escobillero ("Stokhouder"), heeft een lange magische stok waarmee hij voorspoed tovert voor de toekomst.

In Montevideo wordt de candombe bijna het hele jaar door op zondagavonden gespeeld, met name in de buurten Barrio Sur en Palermo in het centrum van de stad. Maar ook bij allerlei festiviteiten en zeker op feestdagen als Kerstmis, Nieuwjaar en Driekoningen.
Tijdens het Uruguayaanse carnaval presenteren alle comparsas (80 of 90 groepen in totaal) zich in een grootschalige en feestelijke parade, Las Llamadas genoemd. Hierbij wordt onderling gewedijverd om begeerde prijzen, maar vooral de eer, en wordt er op allerlei diverse aspecten gelet (zoals kleding, dans, muziek, authenticiteit, etc).

## Muziek

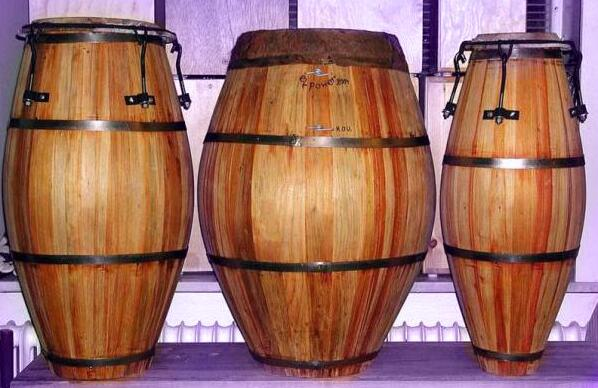
Repique, Piano en Chico

De muziek van de candombe wordt gemaakt door een groep trommelaars, la cuerda de tambores, of ook wel tamboriles genoemd. Een groep bestaat uit minimaal drie spelers, maar kan oplopen tot 50 à 100.
Er zijn drie verschillende trommels, tambores, met ieder een eigen naam die overeenstemt met de grootte en functie: chico (kleinste met hoog timbre en vaste patronen die het ritme aangeven), repique (middenmaat, voornamelijk improvisatie met veel syncopische ritmische patronen) en piano (grootste met laag timbre, geeft met enkele slagen de puls, maar improviseert ook). Een nog grotere trommel, bajo of bombo, met een heel laag timbre en accent op de vierde tel, wordt niet meer gebruikt.
De tambores zijn houten trommels gespannen met vellen van dierlijk huid die enkele minuten van tevoren worden gestemd door ze op te warmen bij een vuur.
Ze worden gedragen op middelhoogte met behulp van een schouderriem (talig of talín) en bespeeld met één stok en een hand.
Het meest kenmerkende ritmische sleutelfiguur van de candombe is de clave (in 3-2-vorm). Deze wordt met de stok geslagen op de houten buitenkant van de trommel en wordt dan ook wel hacer madera ("hout slaan", letterlijk: "hout doen") genoemd.